# Оно, Дзиро
Дзиро Оно (яп. 小野 二郎 Оно Дзиро, род. 27 октября 1925, Тэнрю) — японский шеф-повар суши на пенсии и владелец Sukiyabashi Jiro, суши-ресторана в Гиндза. Обладатель трёх звёзд «Мишлен».
В 1951 году он стал квалифицированным суши-шефом, а в 1965 году открыл собственный ресторан, существующий по сей день. Оно было исключено из мишленовского гида в ноябре 2019 года, так как не принимает заказы от обычных посетителей, а требует, чтобы заказы делались через консьержа в роскошном отеле. Французский шеф-повар Жоэль Робюшон сказал, что этот ресторан был одним из его любимых в мире и что он научил его тому, что суши — это искусство.
В 2011 году американский режиссёр Дэвид Гелб снял о нём и его заведении документальный фильм «Мечты Дзиро о суши».
Оно обслуживал бывшего премьер-министра Японии Синдзо Абэ и президента США Барака Обаму в Sukiyabashi Jiro. Обама тогда сказал: «Я родился на Гавайях и ел много суши, но это были лучшие суши, которые я когда-либо пробовал в своей жизни».
Современники считают Оно одним из величайших мастеров суши и приписывают ему изобретение методов, используемых в приготовлении современных суши.
В 2023 году Оно отошёл от повседневного управления Sukiyabashi Jiro из-за проблем со здоровьем, и теперь рестораном в основном управляет его сын Ёсикадзу.